# Volio bi’ da te ne volim
Volio bi' da te ne volim – tytuł czwartego albumu Hari Mata Hari. Piosenki nagrano i zmiksowano w lutym 1989 roku w Studio "JFS" and "JM" w Zagrzebiu. Został wydany przez wytwórnię płytową Jugoton.

## Tytuły piosenek
1. "Volio bi' da te ne volim"
2. "Ti znaš sve"
3. "Spavaj mi, spavaj"
4. "Pazi šta radiš"
5. "Što je bilo, bilo je"
6. "Svi moji drumovi"
7. "Godina za godinom"
8. "Na more dođite"
9. "Reci srećo"
10. "Sve ljubavi su tužne"

## Członkowie zespołu

### Hari Mata Hari
- Hajrudin Varešanović - wokal
- Izo Kolećić - perkusja
- Karlo Martinović - gitara solo
- Nihad Voloder - gitara basowa